# Шевелёв, Михаил Григорьевич
Михаи́л Григо́рьевич Шевелёв (25 августа 1844, Верхнеудинск — 8 ноября 1903, Владивосток) — купец первой гильдии, промышленник, коммерции советник (1888). Синолог.

## Биография
Михаил Григорьевич Шевелёв родился в Верхнеудинске (ныне Улан-Удэ) Иркутской губернии. Был младшим сыном в семье обанкротившегося купца первой гильдии Григория Александровича Шевелёва. Всего в семье было 6 детей — 4 мальчика и 2 девочки. После продажи в 1847 году дома в Верхнеудинске его отец переехал в Кяхту. Там Михаил Григорьевич окончил Николаевское приходское училище (июнь 1854), Троицкосавское уездное училище (1957), а в декабре 1860 года или начале 1861 года двухгодичное Кяхтинское училище китайского языка.
11 марта 1861 года в Китай отправился первый, после подписания Пекинского договора графом Игнатьевым, караван кяхтинских купцов; среди них было пять мальчиков-переводчиков, в том числе Шевелёв. В 1863—1866 годах занимался в Русской духовной миссии в Пекине. Вскоре после неё попал в Ханькоу — центр чайной торговли Китая и России, где поступил на работу в чайную компанию «Оборин, Токмаков и Ко» вместе со своим другом и в будущем известным купцом Алексеем Дмитриевичем Старцевым. Позже, в январе 1874 года, стал совладельцем фирмы «Токмаков, Шевелёв и Ко», доставлявшей чай в Россию. В августе 1875 году вместе с несколькими компаньонами Шевелёв купил в Англии за 100 тысяч рублей пароход «Батрак» грузоподъёмностью 1200 тонн. Несмотря на то, что «Батрак» стал первым российским грузопассажирским судном на Тихом океане, он не оправдал надежд, приносил большие убытки и в итоге разбился в конце сентября 1878 года у берегов Сахалина недалеко от Дуэ.
В конце 1882 года Михаил Григорьевич покинул фирму «Токмаков, Шевелёв и Ко» и в 1882 году поселился во Владивостоке. В ноябре 1879 года в Санкт-Петербурге убедил правительство о выделении необходимых средств для организации грузопассажирских линий на Тихом океане, добившись 7 ноября 1879 года утверждения положения. 1 апреля 1880 года на основании этого положения Министерство финансов подписало с Шевелёвым контракт на создание частного пароходства для срочного сообщения по двум линиям: Владивосток — Николаевск-на-Амуре и Владивосток — Шанхай — Ханькоу. На каждой линии предполагалось делать всего 5 рейсов в год.
16 апреля 1881 года пароходство «Шевелёв и Ко» начало свою работу. Первым судном новой компании стал пароход «Байкал» (грузоподъёмность около 1000 т). После заключения 17 июня 1889 года нового государственного контракта, в 1891 году на доходы с эксплуатации «Байкала» был куплен пароход «Владимир» (грузоподъёмность 900 т) — оба судна обслуживали линию Владивосток — Гензан — Фузан — Нагасаки — Чифу — Шанхай. В этом же году были приобретены ещё два судна — пароходы «Стрелок» (грузоподъёмность 290 т, использовался для местных перевозок) и «Новик».
В 1888 году Шевелёв стал управляющим первой компании по разработке нефти на Сахалине, но запасы оказались некондиционными и компания через 5 лет распалась.
В 1891 году купцу «за оказание помощи в урегулировании пограничных споров и отчуждении линии КВЖД в Манчжурии» был выделен участок земли в 399 десятин (по другим источникам 500 десятин) на южном берегу бухты Суходол Уссурийского залива, на котором он основал имение «Шевелёвка» (ныне на этом месте расположено село Суходол). Шевелёв и его наследники пользовались имением до 1916 года, когда оно было продано крупному рыбопромышленнику Мейеру Моисеевичу Люри. В конце 1920-х годов остатки имения были проданы сельхозартели «Яковлевская». В настоящее время от «Шевелёвки» ничего не сохранилось.
В 1892 году совместно с купцом Александром Михайловичем Сибиряковым и офицером Макеевым (или Матвеевым) основал «Амурское общество пароходства и торговли» с основным капиталом в 1 млн рублей. Новообразованная компания получила от государства все срочные почтово-пассажирские рейсы на Амуре и его бассейне сроком на 15 лет.
После крушения в 1897 году сразу двух кораблей — «Владимира» (21 июля у мыса Гамова) и «Стрелка» (в октябре в заливе Де-Кастри у острова Сахалин), Шевелёв купил в июне 1898 года пароход «Восток». Но это не спасло «Шевелёв и Ко» от краха — государство с 1899 года постепенно передало его линии в пользу Морского пароходства КВЖД и в январе 1902 года Шевелёв объявил о прекращении деятельности своего пароходства.
Умер 8 ноября 1903 года от инфаркта (у Шевелёва развился рак, для облегчения болей делали горячие ванны, но сердце не выдержало), похоронен на Покровском кладбище в ограде Покровского храма во Владивостоке (храм был разрушен в 1935 году). В 2005 году появилась информация, что захоронение Шевелёва могло быть найдено при строительстве Покровского собора.
…О покойных молчат или говорят только правду. А эта правда та, что о Шевелёве никто ничего дурного сказать не может. Только удивляемся, как могла сохраниться эта светлая душа во всей чистоте среди стяжателей, воров нашей окраины.Некролог // Владивосток : газета. — 1903.
…О личных качествах его, хорошо всем известным, излишне распространяться. Скажем только, что до конца жизни он сохранил «душу живую», юношеский пыл чувства, живую отзывчивость ума ко всему новому, а это одно уже свидетельствует о незаурядной личности покойного…Трутнев П. Т. Михаил Григорьевич Шевелев (Некролог) // Байкал : газета. — 1903. — № 56. — С. 3.

## Общественная деятельность
Один из учредителей, член Ревизионной комиссии, почётный член Общества изучения Амурского края. В 1888—1890 годах предоставлял у себя помещение под коллекцию ОИАК, пока возводилось здание музея (на которое пожертвовал 1000 рублей); ежегодно жертвовал 300 рублей на печать трудов. В 1885 году передал в библиотеку общества труды синолога Василия Павловича Васильева.
Гласный городской думы Владивостока, заместитель городского головы, драгоман краевого суда. Пожертвовал 2000 рублей на ремесленное училище во Владивостоке. Первый почётный попечитель Восточного института с 25 августа 1900 года по 25 августа 1903 года.
Был известен как крупный китаевед — кроме изучения языка, интересовался культурой и бытом китайцев. Считался одним из лучших знатоков Китая своего времени, консультировал учёных-синологов (в том числе принимал участие в издании нескольких книг), имел обширную библиотеку, которая после его смерти была передана восточному факультету Петербургского университета. В качестве переводчика привлекался на переговоры о строительстве КВЖД. В конце жизни увлёкся историей Бохайского царства, но выпустить результаты исследований не успел. Вскоре после смерти купца в его кабинете произошёл пожар и потому труды Шевелёва до наших дней не сохранились.

## Семья

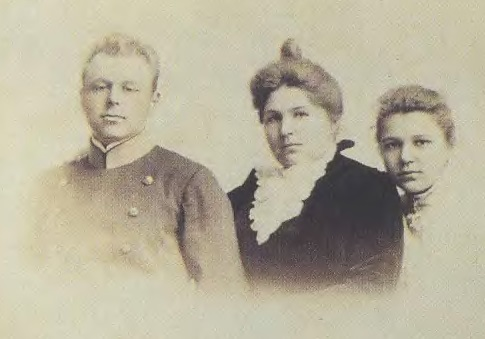
Владимир, Александра Дмитриевна и Маргарита Шевелёвы

Женился на внучке кяхтинского купца Никиты Филипповича Сабашникова — Александре Дмитриевне Синицыной. Супруги имели троих детей:
- Владимир (1879—1941)
Супруги: Оксана (Ксения Германовна) Заяц (горничная в доме родителей), Мария Алексеевна Патрина, Мария Александровна Тамплон
Дети: Игорь, Олег и Глеб (1 брак), Александр (3 брак)
- Маргарита (1884—1936)
Супруг: Юрий Михайлович Янковский (сын Михаила Ивановича Янковского)
Дети: 5 детей
- Ангелина (1893—1980)
Супруг: Ян Михайлович Янковский (сын Михаила Ивановича Янковского)
Дети: Гелианна, Марианна и Иоанна

## Память
- Мыс Шевелёва на юге бухты Суходол Уссурийского залива
- Улица Шевелёва во Владивостоке